# Приморское кольцо (Приморский край)
ТРК «Приморское Кольцо» (Primring) — многоцелевой туристско-рекреационный кластер, предназначенный для проведения спортивных мероприятий и разнообразного активного отдыха. Расположен в городе Артёме Приморского края.

## История
10 декабря 2010 года во Владивостоке прошла официальная презентация трассы «Приморское кольцо». В пресс-конференции приняли участие представители инженерного бюро Tilke GmbH & Co., которые представили эскизы и чертежи трассы. В 2012 году проект трассы был представлен на деловом саммите АТЭС.
9 октября 2011 года состоялось открытие трассы для классического мотокросса, приуроченное к заключительному этапу Чемпионата Приморского края в этой дисциплине.
23 июня 2013 года состоялось открытие трассы для картинга категории А CIK FIA. Первыми опробовали новую трассу участники чемпионата и первенства Приморского края по картингу.В 2013 года на территории спортивно-технического комплекса впервые состоялись соревнования по автомобильному дрифтингу Russian Drift Series (RDS Восток), которые проходили здесь до 2022 года.
В сентябре 2014 года был дан старт международному соревнованию по дрифту D1 Primring GP. Участие в соревнованиях приняли восемь российских и восемь японских пилотово. В 2015 году организаторы расширили географию участников: к пилотам из России и Японии присоединились спортсмены из Таиланда и Китая, в связи с чем соревнование обрело новое имя — Asia Pacific D1 Primring Grand Prix. В борьбе за первое место сошлись более 40 пилотов. Победителем стал японский спортсмен, выступающий за Россию, Тецуя Хибино. Международные соревнования по автомобильному дрифтингу проходили до 2018 года и без сомнения являлись, на тот момент, самыми престижными соревнованиями по дрифту в России. Японцы Daigo Saito, Masato Kawabata, Tetsuya Hibino, принимали участие во всех пяти соревнованиях.
Полной реализации автоспортивного проекта выполнить не удалось. Строительство асфальтированной трассы, для автомобильных гонок, начато не было. Трасса мотокросса пришла в запустение.
На «Приморском кольце» функционирует лишь картинговая трасса, где проходят соревнования и работает прокатный картинг. Асфальтированная площадка, которая начиная с 2014 года, была задействована для соревнований под дрифт, начиная с 2023 года, используется для стоянки продаваемых ТХ Sumotori автомобилей.